# Oliver E. Williamson

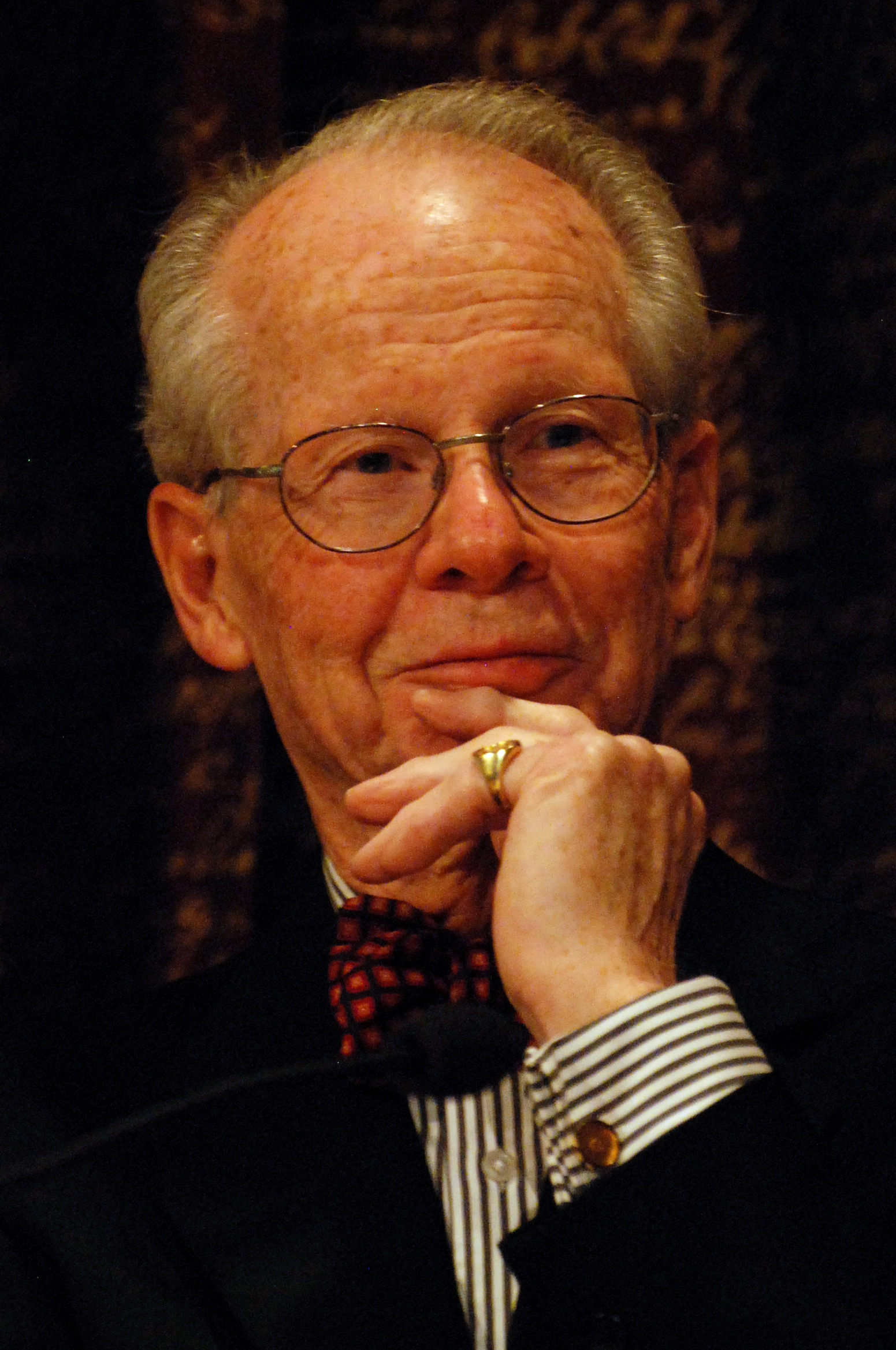
Oliver E. Williamson

Oliver Williamson (sinh ngày 7 tháng 9 năm 1932 - mất ngày 21 tháng 5 năm 2020) là một nhà kinh tế Hoa Kỳ, được nhận giải Nobel Kinh tế năm 2009.
Williamson học đại học ở Trường Quản lý Sloan của MIT, cao học quản trị kinh doanh ở Đại học Stanford, và tiến sĩ ở Đại học Carnegie Mellon. Ông là học trò của 2 người đoạt giải Nobel Kinh tế là Ronald Coase, Herbert Simon. Từ năm 1965 đến năm 1983, ông là giáo sư của Đại học Pennsylvania, từ năm 1988 đến nay là giáo sư của Đại học California tại Berkeley.
Ông là nhà nghiên cứu hàng đầu trong lĩnh vực kinh tế học về chi phí giao dịch. Vì cống hiến trong lĩnh vực này, ông được Viện Hàn lâm Khoa học Hoàng gia Thụy Điển trao giải Nobel Kinh tế cùng với Elinor Ostrom. Trước khi nhận giải Nobel, ông đã nhận giải Horst Claus Recktenwald.

## Các công trình nổi tiếng

### Viết riêng
- The Economics of Discretionary Behavior: Managerial Objectives in a Theory of the Firm, (Prentice-Hall, 1964).
- Corporate Control and Business Behavior: An Inquiry into the Effects of Organization Form on Enterprise Behavior, (Prentice Hall, 1970).
- Markets and Hierarchies, Analysis and Antitrust Implications: A Study in the Economics of Internal Organization, (Free Press, 1975).ISBN 0-02-935360-2
- The Economic Institutions of Capitalism: Firms, Markets, Relational Contracting, (Free Press, 1985).ISBN 0-02-934821-8
- Economic Organization: Firms, Markets, and Policy Control, (New York University Press, 1986).
- Antitrust Economics: Mergers, Contracting, and Strategic Behavior, (Blackwell, 1987).
- The Mechanisms of Governance, (Oxford University Press, 1996).ISBN 0-19-513260-2

### Viết chung
- Prices: Issues in Theory, Practice and Public Policy, co-edited with Almarin Phillips, (University of Pennsylvania Press, 1967).
- The Firm as a Nexus of Treaties, co-edited with Masahiko Aoki and Bo Gustafsson, (Sage, 1990).
- The Nature of the Firm: Origins, Evolution, and Development, co-edited with Sidney G. Winter, (Oxford University Press, 1991).ISBN 0-19-508356-3
- Transaction Cost Economics, 2 vols., co-edited with Scott E. Masten, (E. Elgar, 1995).
- The Economics of Transaction Costs, co-edited with Scott E. Masten, (E. Elgar, 1999).

### Chủ biên
- Antitrust Law and Economics, (Dame Publications, 1980).
- The International Library of Critical Writings in Economics, vol. 9: Industrial Organization, (E. Elgar, 1990).
- Organization Theory: from Chester Barnard to the Present and Beyond, (Oxford University Press, 1990, expanded ed., 1995).